# Basilissa watsoni
Basilissa watsoni är en snäckart som beskrevs av Dall 1927. Basilissa watsoni ingår i släktet Basilissa och familjen Seguenziidae. Inga underarter finns listade i Catalogue of Life.